# ماري ناتسوكي
ماري ناتسوكي (باليابانية: 夏木マリ) هي عازفة الجاز ومغنية وراقصة وممثلة يابانية، ولدت في 2 مايو 1952 بتوشيما في اليابان.

## أعمال

### أفلام
- (2001) المخطوفة[3]

## وصلات خارجية
- ماري ناتسوكي على موقع IMDb (الإنجليزية)
- ماري ناتسوكي على موقع ألو سيني (الفرنسية)
- ماري ناتسوكي على موقع ميوزك برينز (الإنجليزية)
- ماري ناتسوكي على موقع أول موفي (الإنجليزية)
- ماري ناتسوكي على موقع أول ميوزيك (الإنجليزية)
- ماري ناتسوكي على موقع ديسكوغز (الإنجليزية)
- ماري ناتسوكي على موقع قاعدة بيانات الفيلم (الإنجليزية)
- ماري ناتسوكي على موقع ANN person (الإنجليزية)